# Stachys coccinea
Stachys coccinea är en kransblommig växtart som beskrevs av Casimiro Gómez de Ortega. Stachys coccinea ingår i släktet syskor, och familjen kransblommiga växter. Inga underarter finns listade i Catalogue of Life.

## Bildgalleri

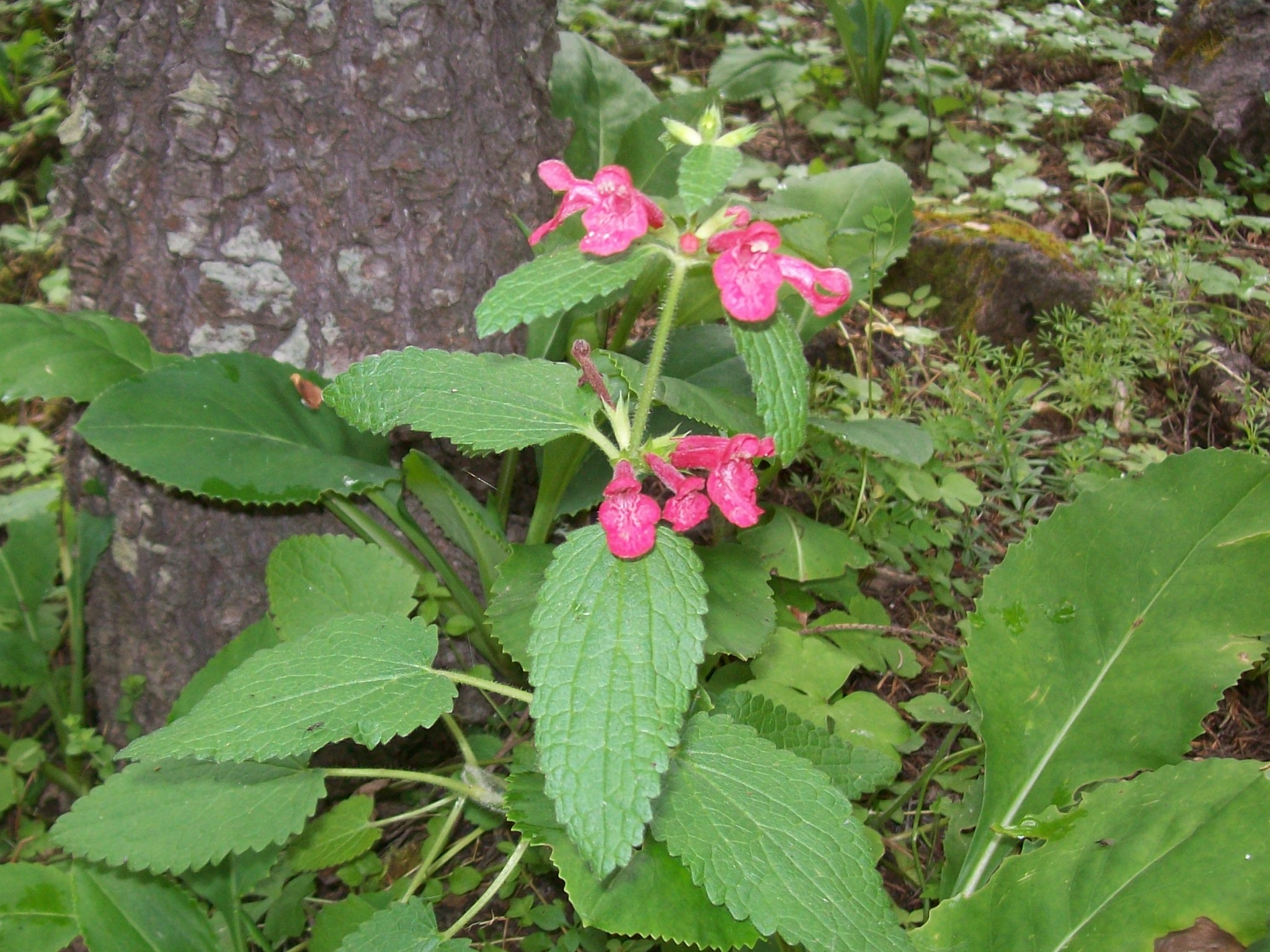